# Diataga frustraminis
Diataga frustraminis är en fjärilsart som beskrevs av Robinson 1986. Diataga frustraminis ingår i släktet Diataga och familjen äkta malar.
Artens utbredningsområde är Franska Guyana. Inga underarter finns listade i Catalogue of Life.